# إريكا جاردر
إريكا ماي-لين جاردر (بالسويدية: Erica Jarder)‏ (2 أبريل 1986 - ) هي رياضية سويدية متخصصة في الوثب الطويل .  الدنماركي أندرس مولر هو مدربها. تتدرب جاردر في كوبنهاغن ، الدنمارك . فازت جاردر بالميدالية البرونزية في الوثب الطويل في بطولة بطولة أوروبا لألعاب القوى داخل الصالات 2013 في كوبنهاغن في 2 مارس 2013.

## روابط خارجية
- إريكا جاردر على موقع الاتحاد الدولي لألعاب القوى (الإنجليزية)
- إريكا جاردر على موقع الدوري الماسي (الإنجليزية)
- نبذة عن إريكا جاردر  على موقع الاتحاد الدولي لألعاب القوى